# Бейса-хазірета
Бе́йса-хазіре́та (каз. Бейіс хазірет) — село у складі Атбасарського району Акмолинської області Казахстану. Входить до складу Мариновського сільського округу.
Населення — 267 осіб (2021; 461 у 2009, 553 у 1999, 624 у 1989).
Національний склад станом на 1989 рік:
- казахи — 37 %;
- німці — 22 %.

В радянські часи село називалося Митрофановка.